# Стуковська сільська рада
Сту́ковська сільська рада (рос. Стуковский сельский совет) — сільське поселення у складі Павловського району Алтайського краю Росії.
Адміністративний центр — село Стуково.

## Населення
Населення — 1641 особа (2019; 1612 в 2010, 1617 у 2002).

## Склад
До складу сільської ради входять:
| Населений пункт | Населення, осіб (2002) | Населення, осіб (2010) |
| --------------- | ---------------------- | ---------------------- |
| Сараї, село     | 470                    | 405                    |
| Стуково, село   | 1147                   | 1207                   |